# Relativisme esthétique
Pour les articles homonymes, voir esthétique (homonymie).
Le relativisme esthétique est l'idée que les points de vue vis-à-vis de la beauté sont relatifs aux différences de perception et de considération, et n'ont intrinsèquement aucune vérité ou validité absolue.

## Explications
Par exemple, en termes historiques, la forme féminine telle que représentée sur la Vénus de Willendorf et les femmes dans les peintures de Rubens serait aujourd'hui considérée en surpoids, alors que les modèles minces sur les couvertures des magazines de mode contemporains seraient sans aucun doute considérés comme esthétiquement laides par nos prédécesseurs. En termes contemporains, la modification corporelle chez les peuples « primitifs » est parfois considérée comme grotesque par la société occidentale.
Le relativisme esthétique pourrait être considéré comme un sous-ensemble d'un relativisme philosophique global, qui nie tout critère absolu de la vérité ou de la morale ainsi que du jugement esthétique. (Une source fréquemment citée pour le relativisme philosophique dans la théorie postmoderne est l'œuvre de Nietzsche intitulée Vérité et mensonge au sens extra-moral).
Le relativisme esthétique est une variété de la philosophie nommée relativisme, qui met en doute la possibilité d'un accès épistémique direct au « monde extérieur » et qui rejette donc la prétention positive selon laquelle les déclarations faites sur le monde extérieur peuvent être objectivement objectives vrai. D'autres variétés du relativisme incluent le relativisme factuel (la revendication selon laquelle toute la vérité et connaissance est relative) et le relativisme éthique (la prétention que les jugements moraux sont relatifs). Le relativisme esthétique et éthique sont des sous-catégories du relativisme factuel. Les philosophes qui ont influé cette pensée relativiste comprennent David Hume, en particulier son « scepticisme radical » tel qu'indiqué dans son Traité de la nature humaine; Thomas Kuhn, en ce qui concerne l'histoire et la philosophie des sciences, et en particulier son travail La Structure des révolutions scientifiques ; Friedrich Nietzsche, dans la philosophie et l'épistémologie morale; et Richard Rorty, sur la contingence du langage.
Les philosophes objectivistes comprennent Platon, et en particulier sa théorie des formes; Emmanuel Kant, qui a soutenu que le jugement de la beauté, en dépit d'être subjectif, est une fonction universellement pratiquée de l'esprit; Noam Chomsky, dont la théorie de la linguistique « nativiste » repose sur une grammaire universelle (c'est-à-dire que cette langue n'est pas aussi contingente que les relativistes l'ont soutenu).